# 道井悠
道井 悠（みちい はるか、10月3日 - ）は、日本の女性声優。石川県金沢市出身。

## 来歴
小学校高学年の頃、兄がプレイしていた『サクラ大戦』というゲームが大好きになり、初めてお小遣いで買ったのも『サクラ大戦』のソフトであった。本人は「『サクラ大戦』って、キャラクターと役者さんをリンクさせて、役者さんがコスプレをしてライブのステージに立っていたんですよね。今でいう2,5次元というか。昔から、自分じゃないものになりたいっていう気持ちが強かったので、それを見て、声優という職業に憧れた」と語っている。そして地元の短大ではデザイナーの技術を学んでいた。そして在学中に、自分のやりたいことは何かを考えるようになって上京し、声優の養成所へ通うようになる。2012年4月よりAIR AGENCYに所属。
2014年、ソーシャルゲーム『Tokyo 7th シスターズ』にて、神城スイ 役に抜擢。
2016年から声優の森千早都と、もりみち病院として活動。
2018年1月末にAIR AGENCYを退所。
2018年2月から2018年5月までフリーで活動。
2018年6月にクロコダイルに入所。
2023年12月1日、クロコダイルを退所しフリーランスになったことを自身のSNSにて発表。

## 人物
- 趣味は、大食い、デザイン、映画鑑賞、パチンコ[9]。
- 特技はフェンシングとバスケットボール。フェンシングは、野々市明倫高等学校3年時に国体に出場した経験を持つ[9][10]。
- 調理師免許を所持している[11]。

## 出演
太字はメインキャラクター。

### テレビアニメ
2015年
- 少年ハリウッド -HOLLY STAGE FOR 50-（ファン）
- BAR 嫌われ野菜（パセリ）
- ミス・モノクローム -The Animation- 3（女性客）

2016年
- 石膏ボーイズ（女子高生、美女）
- 虹色デイズ（女子、店員）

2018年
- 邪神ちゃんドロップキック（2018年 - 2022年、スライム先生、ナス、子供①、先生） - 3シリーズ

2020年
- 理系が恋に落ちたので証明してみた。（2020年 - 2022年、奏の友達、棘田の母） - 2シリーズ
- ダーウィンズゲーム（ケルベロス妹）

2021年
- 恋と呼ぶには気持ち悪い（女性B）
- 天空侵犯（バレーボール仮面）

2022年
- 終末のハーレム（柊春歌）
- 農民関連のスキルばっか上げてたら何故か強くなった。（ステータス音声）
- 嫌な顔されながらおパンツ見せてもらいたい 3期（グラシェンカ少将）

2023年
- 冰剣の魔術師が世界を統べる（カーラ＝ヘイル）
- でこぼこ魔女の親子事情（ギータ）
- 冒険者になりたいと都に出て行った娘がSランクになってた

2024年
- 嘆きの亡霊は引退したい（カイナ・ノス）
- とーがね!クロニクル（蛇女）

### 劇場アニメ
2019年
- アヴリルと奇妙な世界（アネット）
- キミだけにモテたいんだ
- ぼくらの7日間戦争（阿久津紗希）

2020年
- Tokyo 7th シスターズ -僕らは青空になる-（2021年、神城スイ）
- ぼくらのよあけ（2022年、市川実菜）

2023年
- 古の王子と３つの花（ストーリーテラー）

### ゲーム
2012年
- マヴラブ オルタネイティブ 暁遥かなり２

2014年
- Tokyo 7th シスターズ（神城スイ）

2015年
- 蒼穹のスカイガレオン（コアトリクエ、ヨワルテクトリ）

2016年
- サウザンドメモリーズ（アザミ、 マナリル）

2017年
- デウスエクス マンカインド・ディバイデッド
- 闘牌コロシアム
- あくしず戦姫（空母サラトガ）

2018年
- ミラーズクロッシング（グウェン）
- Q&Qアンサーズ（西遊記〈三蔵法師〉）
- 三国ドライブ（周瑜、張角、孫権）
- グランドチェイス-次元の追跡者-（ネア）

2019年
- メギド72（2019年 - 2023年、フルーレティ、アリオク）
- イースIX -Monstrum NOX-（アプリリス）
- ソフィアコネクタ（アウラ）
- グラナド・エスパダ（ニケ）
- アルカ・ラスト 終わる世界と歌姫の果実（フェイ）
- 獅子の如く〜戦国覇王戦記〜（女主人公）
- 帝国戦記（フェニア）
- League of AngelsII（ローレイン）
- 新装の戦乙女（フワアン）
- ましろウィッチ

2020年
- 白猫プロジェクト（エカーラ）
- 戦の海賊（ホムラ）
- デスティニーチャイルド（ヘル）
- 英雄伝説 創の軌跡（ミミ）
- 野生少女（クレーバ）
- モンスターストライク（2020年 - 2025年、ペルセウス、グロリオサ）
- ハンドレッドソウル（ルドミラ）
- 禍つヴァールハイト（クオン・ロッティー）
- 女神降ろし（バルドル）
- 幻獣姫
- ルミアサガ -ちび萌え自由大作戦-

2021年
- ウマ娘 プリティーダービー（2021年 - 2022年、前髪ぱっつんのウマ娘、トレーナー 他）
- 逆転オセロニア（リリティエ)

2022年
- アリスフィクション（卑弥呼）
- 英雄伝説 黎の軌跡II -CRIMSON SiN-（キリカ・ロウラン）

2023年
- TEVI（リリィ、キリア、マルファージ）
- ワールドフリッパー（朝戸ヤヱ）
- Starfield (ゲーム)
- Fallout 76（ジュリアン）

2024年
- エバーテイル（アンタレス）
- 英雄伝説 界の軌跡 -Farewell, O Zemuria-（キリカ・ロウラン）
- CYBERSLOT（サイネージ）

2025年
- 英雄伝説 空の軌跡 the 1st（キリカ・ロウラン）

### 吹き替え

#### 映画
2015年
- グリード  FROM THE DEEP（フェイ）

2017年
- フレーム 危険動画サイト（アナウンサー）

2018年
- ソウル・コンタクト（ベラ）
- トランスポーター ザ・シリーズ2（クララ）

2019年
- ボア（エラ）
- ハード・ナイト（リン〈ヤン・ズー〉）

2021年
- エレメントシスターズ 4分の1の魔法（フレーム）
- マーシャル・ユニバース 伝説の聖石（ムー・リンシャー〈リー・ジェンアン〉）
- マーシャル・ユニバース 伝説の聖石 続編期（ムー・リンシャー）
- マーシャル・ユニバース 炎都大戦（ムー・リンシャー）

2022年
- イーダと動物たちの魔法学園（コーンフィールド）
- ノット・オッケー！ ※Disney+

2023年
- スノーホワイト-白雪姫とハナの大冒険-（女王様）
- リザード（フォン）
- 死霊館のシスター 呪いの秘密（アストリッド）
- カラーパープル（リル・キャット、ミュージカル映画）
- フィンガーネイルズ ※Apple TV+

2024年
- アンフロステッド: ポップタルトをめぐる物語 ※Netflix

#### ドラマ
2022年
- 智異山＜チリサン＞～君へのシグナル～（ソ・イガン、韓国ドラマ）
- ザ・ジレンマ: もうガマンできない?! シーズン4（ブリタン） ※Netflix
- ラブ・イズ・ブラインド　～外見なんて関係ない?!～ シーズン3 ※Netflix

2023年
- THE FLASH／フラッシュ シーズン8、9（エイヴリー）

2024年
- NCIS: ハワイ シーズン3（タリア）
- デッドボーイ探偵社（ナイトナース秘書） ※Netflix
- ブラザーズ・サン ※Netflix

#### アニメ
2020年
- リトル・マーメイド（スポッティー）
- リトル・パイレーツ（シリマ）

2022年
- シンデレラ 砂漠の女王と命の石（砂漠の女王）

2025年
- つよいぞ! のりものモンスター シーズン2（カーリー） ※Netflix

### ナレーション
- アパマンショップ
- 東京チカラめし
- 酒のすぎた
- 本間物産
- 長崎労働局アナウンス
- 大分県大分港県内用PV
- イクモアナノリッチ TVCM（ナレーション）
- コミックス思春期ビターチェンジ」TVCM
- BAR 嫌われ野菜アフタークリスマスイベント CM
- CAM-CAR (キャンカー) TVCM（ナレーション[77]）
- JTA日本トランスオーシャングループ 機内マナービデオ（キッド[78]）
- 肉フェス くーちゃん四コマ劇場[79]
- 静岡朝日テレビ「ザ・メッセージ」[80]
- 母ちゃんTV - Woman.excite【ウーマンエキサイト】[81]
- 踊る！チバテレYAGURA[82]
- PS:JAPAN 2024[83]
- 長崎労働局アナウンス
- 激推し!今夜もドル箱

### ドラマCD
- 黒子のバスケ DRAMA THEATER 2nd GAMES（2012年11月14日）
- Tokyo 7th シスターズ UPDATING??SISTERS!!
- Tokyo 7th シスターズ Is This it, Sisters!?
- もりみち病院ドラマCD1 [84]
- もりみち病院ドラマCD2
- 墨絵銀鮭 C91 月見る君を
- 墨絵銀鮭 C92 降る椅子[85]
- 墨絵銀鮭 C93 夜想曲 -主題歌-[86]
- みちいと◯◯ C95 She say that[87][88]
- ゆる大罪 C95 ゆる大罪ドラマCDめいさく劇場（アスモデウス）[89]

### オーディオドラマ
- ひみつのはぐたいむ（2023年、峰田 彩希）
- ここからはオトナの時間です（2024年、みかん母[90]）

### デジタルコミック
- +Voice ANGEL PARA BELLUM エンジェルパラベラム（2011年9月9日）
- でこぼこ魔女の親子事情（2020年5月12日、リラ）[91]
- JK彼女と男子中学生（2020年9月23日）[92]
- ママ友がこわい（2021年、ミイ[93]）
- 臆病な伯爵令嬢は揉め事を望まない（2021年、母[94]）
- 美醜の大地〜復讐のために顔を捨てた女〜（2022年、菊乃）
- この婚約は偽装です！名家の令嬢は敏腕社長に迫られる（2022年、香子[95]）
- 異世界征服記（2022年、リーチェ、ナレーション[96]）
- お疲れお兄さんは手芸沼につかりたい (2022年、ナレーション[97])
- 末期がんでも元気です 38歳エロ漫画家、大腸ガンになる（2022年、ひるなま[98]）
- かさじぞう（2023年、朗読[99]）

### Web番組
- アーノルズはせがわ＆道井悠 実験トーク番組（2015年10月23日 - ？、YouTube「SunSet TV」） - アシスタント
- 実験的声優とアイドルの女子会（2015年12月11日・18日、Youtube「SunSet TV」） - アシスタント
- BAR 嫌われ野菜アフタークリスマスイベントレポート 前篇・後篇（2016年1月8日・19日、Youtube「SunSet TV」）
- 女の子のための無料フェチ動画（Youtube「SunSet TV」） 
  - ＃21「伸び」（2016年1月18日）
  - ＃22「タイツ」（2016年1月25日）
  - ＃23「カレーうどん」（2016年2月15日）
  - ＃24「お見送り」（2016年2月22日）
- 電話占いマヒナ 今すぐあやかりたい！幸せ術 #31（ゲスト：道井悠・森千早都（もりみち病院））
- ファミ通App 『ナナシス』リズムゲームリニューアル！大型アプデ情報を清水彩香（臼田スミレ役）・道井悠（神城スイ役）と紹介（2017年11月23日）
- アーノルズはせがわ 目に入ったラーメン屋全部入る【in池袋】 #1・#2（2018年3月3日・6日） - ゲスト
- 井澤詩織・吉岡麻耶の＃オタク欲求開放中！！
  - 第14回 アーカイブ（2018年5月11日） - ゲスト
  - 第14回 #テスト放送（2018年5月11日、Youtube）
- ゼロアニ（Youtube ゼロアニチャンネル！） - ゲスト
  - 声優チャンバラ！第12話「殺陣体験編1話前編」（2018年8月1日）
  - 声優チャンバラ！第12話「殺陣体験編1話後編」（2018年8月3日）
  - 声優チャンバラ！第13話「殺陣体験編②話前編」（2018年8月8日）
  - 声優チャンバラ！第13話「殺陣体験編②話後編」（2018年8月10日）
  - 声優チャンバラ！完成！！第14話「殺陣体験編完結前編」（2018年8月22日）
  - 声優チャンバラ！完成！！第14話「殺陣体験編完結後編」（2018年8月29日）
- アーノルズはせがわとスタミナパンのラジオ「芸漫」 #17（2019年3月9日） - ゲスト
- 声優・アニメトークライブ「13日のxx曜日」道井悠さんハイライト/サイキックラバー予告動画（2019年4月23日、Youtube「ジーストア公式」）
- チップ＆ダイスチャンネル  #17 アワリティアの壺に挑戦（2020年3月12日）
- タカラトミー「おやさいかいじゅう」（2020年5月29日、YouTube「TAKARATOMY公式」）[100]
- もりみちタイムズ！（YouTube）[101]
- ナナシス放送局 in MixChannel 第4回（2020年10月13日）[102]
- 嵐と道井のてっぺん道（2021年8月14日 - 、Youtube「777パチガブチャンネル」）[103]
- 道井悠のみちづれっ!（2022年4月21日 - 2022年11月29日 、Youtube「777パチガブチャンネル」）
- 演者監督（2024年5月10日 -  2025年4月20日、Youtube「やすだドキドキチャンネル」）[104]
- すろむすめ_育成計画（2024年9月25日 - 2025年4月26日 、Youtube「キコーナチャンネル」）[105]
- サミー商店ONLINE（2025年3月11日 -）[106]
- リベンジャーズ（2025年5月30日 -、Youtube「やすだドキドキチャンネル」）[107]
- 道井悠のぱちすろであそぼ（2025年7月9日 - 、Youtube「ザ・パチビジョン」）[108]
- パチンコ・パチスロタレント 真・日本統一（2024年、2025年、Youtube「DMMパチタウンch」）[109]

### DVD・BD
- Tokyo 7th シスターズ  t7s 1st Anniversary Live in Zepp Tokyo 15'→34'  ～H-A-J-I-M-A-L-I-V-E-!!～
- t7s 2nd Anniversary Live 16'→30'→34' -INTO THE 2ND GEAR-
- t7s 3rd Anniversary Live 17’→XX -CHAIN THE BLOSSOM- in Makuhari Messe
- Tokyo 7th Sisters Memorial Live in NIPPON BUDOKAN “Melody in the Pocket”
- t7s 4th Anniversary Live -FES!! AND YOUR LIGHT- in Makuhari Messe
- t7s 5th Anniversary Live -SEASON OF LOVE- in Makuhari Messe（2020年3月）[110]

### 舞台
- 俳優 田窪一世プロデュース 座・キューピーマジック
- THE CUPID MAGIC vol.58「ムーンナイトセレナーデ」
- 嘘つきジェントルマン（下北沢劇小劇場） - ヒロイン
- 朗読劇「瞼の母」
- 朗読劇「思春期ビターチェンジ」 - 木下広美 役[111]
- team.roughstyle 第十一回公演リーディングシアター「幕末斬華」[112]
- RAB（リアルアキバボーイズ）連続舞台公演第四弾「オタクノシゴト」[113]
- VoiceWorksTokyo第6回公演朗読劇「もう疲れた!!」[114]
- BIGUP_STAGE ミュージカル「VOICE」 - ゴールド 役[115]
- 朗読劇「無人駅で君を待っている」[116]
- 朗読劇「村崎羯諦作品集」[117]
- プロジェクトリコロ「Statice」- マイヤーズ 役[118]
- プロジェクトリコロ「Lilac」- エミル 役（主演）[119]
- 東京 War:DS - 鬼塚 役（主演）[120]
- 朗読劇 縁劇ユニット流星レトリック 「Celestine#11」[121]

### パチンコ・パチスロ
- スマスロ 賞金首エンジェル（2024年、アメジスト[122]）
- Pハネモノ ファミリースタジアム（2025年、イメージキャラクター[123]）

### その他
- ライブレボルト（瀬戸マリン〈2代目〉[124]）
- 大日本印刷 スマートフェンシング体験会（2019年、公認MC[125]）
- 東京都開催『アートにエールを！』ゆる大罪朗読絵本『アスモデウスの愛する人』[126]
- Podcast「道井悠のすごい15分」（ApplePodcast Spotify）[127]
- 第3回 P-SPORTS 超ディスクアッパー選手権2024 天運勝舞2024（2024年、MC[128]）
- フェンシング メダリストショー＆体験イベント（2024年、MC[129]）
- フェンシング メダリストショー＆体験イベント（2025年、MC）

### WEBインタビュー
- WebNewtype 2ndアルバム発売記念！ 「ナナシス」声優がユニットや新曲を語る！(前編)（2016年7月1日）
- WebNewtype 2ndアルバム発売記念！ 「ナナシス」声優がユニットや新曲を語る！(後編)（2016年7月1日）
- Nizista あさひテレビまつり特別編  声優・道井悠、公開インタビューを実施！（2016年9月25日）
- Nizista 膨張し続けるナナシス熱！―Tokyo 7th シスターズ（ナナシス） 777☆SISTERS 2.5ライブ直前インタビュー（2017年1月13日）
- ダ・ヴィンチニュース 「道井悠」声優インタビュー＆ミニグラビア【声優図鑑】（2018年10月4日）
- animate times 『ライブレボルト』道井悠×あおきまお×瀬島ハルキ×木皿陽平インタビュー（2018年10月5日）
- アキバ総研 1stアルバムリリース＆3rdライブツアー開催記念「ライブレボルト」インタビュー連載！ 第3回は瀬戸マリン役・道井悠！（2018年11月2日）
- れポたま！ アーティスト・もりみち病院の真髄を見よ！  ミニアルバム発売記念ライブもりみち病院ライブオペレーション「∵-ナゼナラバ-」道井悠、森千早都 インタビュー（2019年1月23日）
- マイナビニュース 声優・道井悠、森千早都、高井舞香「もりみち病院」1stライブ意気込み語る（2019年1月26日）
- エンタメNEXT 【直撃 SNSで話題の美女】趣味は完全にオジサン？ パチンコ好きのギャップ美女・道井悠【写真10点】（2021年4月25日）
- animate times 道井悠✕BVDDHASTEP「MICHII HARUKA×BVDDHASTEP」初のフルアルバム「Howling」インタビュー│ランズベリー・アーサーさん、大森日雅さんらが参加したアルバムの制作秘話を聞く（2021年5月30日）

### イベントレポート
- Nizista 【マチ★アソビ】「ライブの話をしてください！」  脱線しまくり！？「Tokyo 7th シスターズ」トークショーレポート（2016年10月9日）
- Nizista 【マチ★アソビ】重病と診断する医師と看護師の方がもっと重病？ カオスでキュートなもりみち病院徳島往診開始！（2016年10月12日）
- Nizista 【マチ★アソビ】※注：これはお仕事です。声優・道井悠のぶらりマチ★アソビ！（2016年10月14日）
- Nizista ”島流し”に”便乗商法”…！？ 相変わらずやりたい放題の診療所！ーMOE×PRO13〜もりみち病院3rd「お熱測りますね」レポート（2017年3月9日）
- Nizista 処方箋は金！ライブはスタイリッシュ！ーマチ★アソビ vol.18『もりみち病院』ステージレポート（2017年5月12日）
- Nizista 3rdライブ振り返りトークでの高田憂希の涙の理由とは！？ーマチ★アソビ vol.18『Tokyo 7thシスターズ』ステージレポート（2017年5月24日）
- Nizista やる気と元気をくれる研修医・高田憂希とイケメン外科医・川﨑芽衣子が本領発揮！―【マチ★アソビvol.20】「もりみち病院」ステージ（2018年5月17日）
- Nizista 3rdライブ振り返りトークでの高田憂希の涙の理由とは！？ーマチ★アソビ vol.18『Tokyo 7thシスターズ』ステージレポート（2017年5月24日）
- リスアニ！WEB 常識を打破する熱狂の一日  ライブレボルト 1st ワンマンライブ！（2017年12月4日）
- Nizista 永遠の赤ちゃん？ー声優赤ちゃん道井悠トークショー in明神カフェ！（2018年5月9日）
- リスアニ！WEB ライブレボルト初の東名阪ツアー！“LiveRevolt 3rd TOUR LIVE「LiveRevolt REBIRTH」”東京公演レポート（2018年12月18日）
- れポたま！ 【１２／２開催】新たな伝説がここから始まる！「革命再誕 ライブレボルト ３ｒｄ ＴＯＵＲ ＬＩＶＥ 東京公演」（2018年12月19日）
- れポたま！ 前代未聞の（？）米投げイベントが開催！ 『道井悠は今年、厄年だから米投げながら、厄払いするけど受け止めてね！』（昼の部）（2018年12月24日）
- アキバ総研 「今日からライブレボルトは始まる！」新体制で挑む「ライブレボルト」初ライブツアー「LiveRevolt REBIRTH」初日公演レポ！（2018年12月26日）
- れポたま！ 大好きなマンガを全力プレゼン！ 『もりみち病院PANDEMiC!!』第7回 レポート（2019年1月8日）
- 電撃オンライン 声優ユニット『もりみち病院』ファーストライブ！ アグレッシブなライブをビジュアル多めでレポート（2019年1月26日）
- EdgeLine 声優・道井悠＆森千早都のユニット「もりみち病院」初ライブ夜の部も大盛況！ゲストの高井舞香も加わり最後は全員で大合唱（2019年2月6日）
- れポたま！ 豪華ゲストとともに「本気」のライブステージを展開！ もりみち病院ライブオペレーション「∵－ナゼナラバ－」（ 2019年2月7日）
- マイナビニュース お札が舞い踊る1stライブ!「もりみち病院」昼の部レポート（2019年3月1日）
- れポたま！ イベント中に「脱●●宣言」！ 『13日の××曜日』（ゲスト・道井悠さん）（2019年4月23日）
- れポたま！ 原奈津子と道井悠が、まさかの料理対決！？ 『☆原奈津子・道井悠の“自宅で” NikuNiku夜遊び☆』（2020年6月9日）

## ディスコグラフィ

### ミニアルバム
| 発売日   | 商品名                                              | 楽曲                                                         | 備考 |
| 2018年   | 2018年                                              | 2018年                                                       | 2018年 |
| -------- | --------------------------------------------------- | ------------------------------------------------------------ | --- |
| 12月30日 | MICHII HARUKA×BVDDHASTEP 1stEP 『Tale of us』       | 1.Your love 2.Bad Liar 3.Tale of us 4.降る椅子(Alt ver.)     | コミックマーケットC95 「みちいと〇〇」にて頒布 3月27日(金)より「your love」「Tale of us」の2曲が Spotify、Apple Music、Amazon Music他定額制音楽ストリーミングサービスで配信開始 |
| 2019年   |                                                     |                                                              | |
| 8月9日   | MICHII HARUKA×BVDDHASTEP 2ndEP 『litte bit biased』 | 1.Heavy 2.touch me 3.painkiller 4.make me move               | コミックマーケットC96 Sofmapブースにて販売 12月1日よりSofmap通販にて取扱開始 2020年1月17日よりBOOTH通販にて取扱開始                                                             |
| 12月31日 | MICHII HARUKA×BVDDHASTEP 3rdEP 『RAVEN TALK』       | 1.Raven Talk 2.Gravity 3.Bullet Sky featuring 秋奈 4.Prayers | コミックマーケットC97 「みちいと〇〇」にて頒布 2020年1月27日よりBOOTH通販にて取扱開始                                                                                           |

### フルアルバム
| 発売日   | 商品名                                       | 楽曲 | 備考                                                                   |
| 2020年   | 2020年                                       | 2020年 | 2020年                                                                 |
| -------- | -------------------------------------------- | --- | ---------------------------------------------------------------------- |
| 12月30日 | MICHII HARUKA×BVDDHASTEP 1stAlbum『Howling』 | 1.Howling 2.your love 3.JADE feat.ランズベリー・アーサー 4.painkiller 5.Gravity 6.Kush 7.bad liar 8.make me move 9.WHAT 10.Cuz feat.大森日雅 11.Bullet Sky feat.秋奈 12.Prayers 13.tale of us 14.rhythm music video 15.heavy | BOOTH通販にて販売(2020/12/30先行音源DL開始) アニメイト通販にて取扱開始 |

### キャラクターソング
| 発売日   | 商品名                                              | 歌                                                    | 楽曲                                                               | 備考                                                    |
| 2015年   | 2015年                                              | 2015年                                                | 2015年                                                             | 2015年                                                  |
| -------- | --------------------------------------------------- | ----------------------------------------------------- | ------------------------------------------------------------------ | ------------------------------------------------------- |
| 4月23日  | t7s Re:Longing for summer                           | SiSH                                                  | 「AOZORA TRAIN」                                                   | ゲーム『Tokyo 7th シスターズ』関連曲                    |
| 5月20日  | H-A-J-I-M-A-L-B-U-M-!!                              | 777☆SISTERS                                           | 「H-A-J-I-M-A-R-I-U-T-A-!!」 「Cocoro Magical」 「KILL☆ER☆TUNE☆R」 | ゲーム『Tokyo 7th シスターズ』関連曲                    |
| 5月20日  | H-A-J-I-M-A-L-B-U-M-!!                              | SiSH                                                  | 「お願い☆My Boy」                                                  | ゲーム『Tokyo 7th シスターズ』関連曲                    |
| 7月29日  | 僕らは青空になる/FUNBARE☆RUNNER                     | 777☆SISTERS                                           | 「僕らは青空になる」 「FUNBARE☆RUNNER」                            | ゲーム『Tokyo 7th シスターズ』関連曲                    |
| 12月9日  | Snow in “I love you”/ハネ☆る!!                      | 777☆SISTERS                                           | 「Snow in “I love you”」                                           | ゲーム『Tokyo 7th シスターズ』関連曲                    |
| 12月23日 | そのままでいいから                                  | パセリ feat. ブロッコリースーパースプラウト（道井悠） | 「そのままでいいから」                                             | テレビアニメ『BAR 嫌われ野菜』関連曲                    |
| 2017年   |                                                     |                                                       |                                                                    |                                                         |
| 4月19日  | t7s Longing for summer Again And Again 〜ハルカゼ〜 | 777☆SISTERS                                           | 「ハルカゼ〜You were here〜」                                      | ゲーム『Tokyo 7th シスターズ』関連曲                    |
| 5月5日   | 病名不明                                            | もりみち病院                                          | 「病名不明」                                                       | もりみち病院FirstCD                                     |
| 8月13日  | スタートライン/STAY☆GOLD                            | 777☆SISTERS                                           | 「スタートライン」 「STAY☆GOLD」                                   | ゲーム『Tokyo 7th シスターズ』関連曲                    |
| 2018年   |                                                     |                                                       |                                                                    |                                                         |
| 7月4日   | THE STRAIGHT LIGHT                                  | SiSH                                                  | 「プレシャス・セトラ」                                             | ゲーム『Tokyo 7th シスターズ』関連曲                    |
| 10月10日 | MELODY IN THE POCKET                                | 777☆SISTERS                                           | 「MELODY IN THE POCKET」                                           | ゲーム『Tokyo 7th シスターズ』関連曲                    |
| 2019年   |                                                     |                                                       |                                                                    |                                                         |
| 6月19日  | NATSUKAGE -夏陰-                                    | 777☆SISTERS                                           | 「NATSUKAGE -夏陰-」 「夏のビードロ☆シンフォニー」                 | ゲーム『Tokyo 7th シスターズ』関連曲                    |
| 2020年   |                                                     |                                                       |                                                                    |                                                         |
| 11月25日 | Across the Rainbow                                  | 777☆SISTERS                                           | 「Across the Rainbow」 「リボン」                                  | ゲーム『Tokyo 7th シスターズ』関連曲                    |
| 11月25日 | Across the Rainbow                                  | 777☆SISTERS                                           | 「Departures -あしたの歌-」                                        | アニメ『Tokyo 7th シスターズ -僕らは青空になる-』主題歌 |
| 2025年   |                                                     |                                                       |                                                                    |                                                         |
| 5月6日   | Blue Florets*                                       | SiSH                                                  | 「Blue Florets*」                                                  | ストリーミング＆ダウンロード配信                        |
| 5月6日   | Sweet×long way                                      | SiSH                                                  | 「Sweet×long way」                                                 | ストリーミング＆ダウンロード配信                        |

### シリーズ一覧
1. ↑  第1期（2018年）、第2期『'』（2020年）、第3期『X』（2022年）
2. ↑  第1期（2020年）、第2期『r=1-sinθ』（2022年）

### ユニットメンバー
1. 1 2 3 4 5  臼田スミレ（清水彩香）、神城スイ（道井悠）、久遠寺シズカ（今井麻夏）
2. 1 2 3 4 5 6 7  春日部ハル（篠田みなみ）、天堂寺ムスビ（高田憂希）、角森ロナ（加隈亜衣）、野ノ原ヒメ（中島唯）、芹沢モモカ（井澤詩織）、臼田スミレ（清水彩香）、神城スイ（道井悠）、久遠寺シズカ（今井麻夏）、アレサンドラ・スース（大西沙織）、晴海サワラ（中村桜）、晴海カジカ（高井舞香）、晴海シンジュ（桑原由気）